# 莫卡辛鎮區 (伊利諾伊州埃芬漢縣)
莫卡辛鎮區（英語：Moccasin Township）是位於美國伊利諾伊州埃芬漢縣的一個行政鎮區。

## 地方資料
根據2010年美國人口普查的數據，莫卡辛鎮區的面積為92.23平方千米，當中陸地面積為92.20平方千米，而水域面積為0.03平方千米。當地共有人口480人，而人口密度為每平方千米5.2人。